# Kreis Bacău

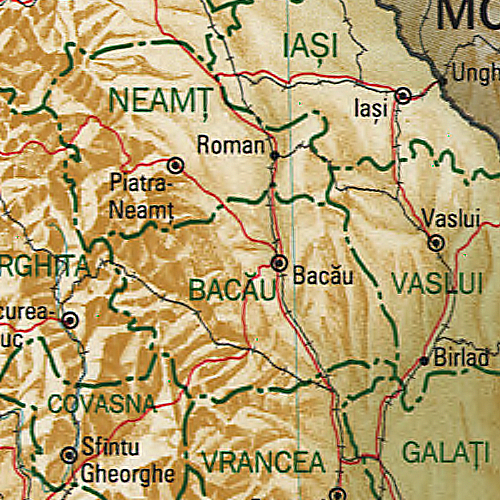
Karte des Kreises Bacău

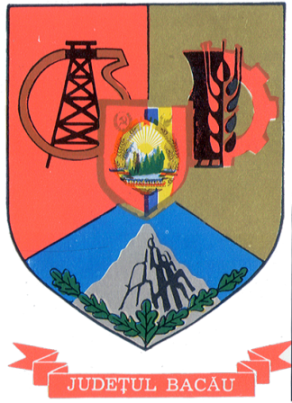
Wappen des Kreises Bacău, zur Zeit des Realsozialismus

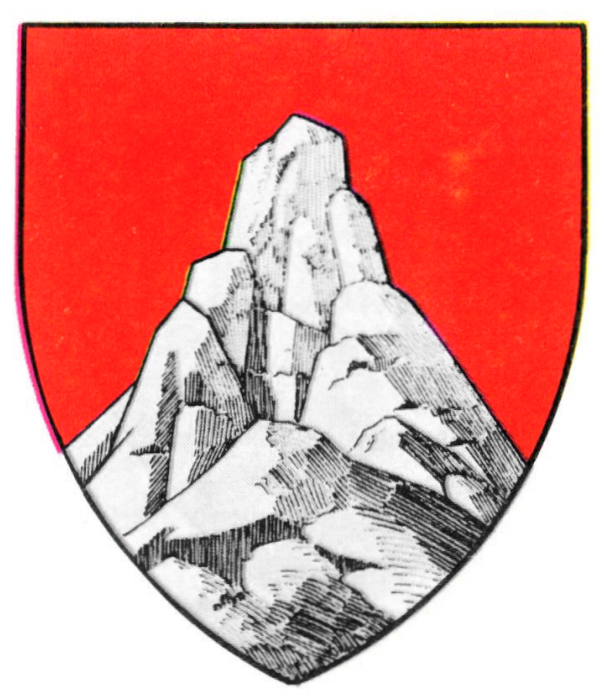
Wappen des Kreises Bacău, in der Zwischenkriegszeit

Bacău [baˈkəu̯] (Ausspracheⓘ) ist ein rumänischer Kreis (Județ) in der Region Moldau mit der Kreisstadt Bacău. Das Kfz-Kennzeichen und die gängige Abkürzung für den Kreis ist BC.
Der Kreis Bacău grenzt im Norden an den Kreis Neamț, im Osten an den Kreis Vaslui, im Süden an den Kreis Vrancea, und im Westen an die Kreise Covasna und Harghita.

## Demographie
Im Jahr 2002 hatte er 708.751 Einwohner und eine Bevölkerungsdichte von 107 Einwohnern pro km².
2011 hatte der Kreis Bacău 616.168 Einwohner und eine Bevölkerungsdichte von 93 Einwohnern pro km².

## Geographie
Der Kreis hat eine Gesamtfläche von 6621 km², dies entspricht 2,78 % der Fläche Rumäniens.

## Städte und Gemeinden

### Status der Ortschaften
Der Kreis Bacău besteht aus offiziell 510 Ortschaften. Davon haben 8 den Status einer Stadt, 85 den einer Gemeinde und die übrigen sind administrativ den Städten und Gemeinden zugeordnet.

### Größte Orte
| Stadt/Gemeinde                     | Einwohner |
| ---------------------------------- | --------- |
| Bacău (ung. Bákó)                  | 136.087   |
| Onești (ung. Ónfalva)              | 034.005   |
| Comănești (ung. Kománfalva)        | 019.996   |
| Moinești (ung. Mojnest)            | 019.728   |
| Buhuși (ung. Buhus)                | 014.152   |
| Dărmănești (ung. Dormánfalva)      | 013.069   |
| Târgu Ocna (ung. Aknavásár)        | 010.410   |
| Dofteana (ung. Doftána)            | 010.236   |
| Mărgineni                          | 009.594   |
| Oituz                              | 008.701   |
| Nicolae Bălcescu                   | 008.539   |
| Sascut (ung. Szászkút)             | 008.085   |
| Poduri                             | 007.367   |
|                                    |           |
| Slănic-Moldova (ung. Szlanikfürdő) | 004.011   |
| (Stand: 1. Dezember 2021)          |           |